# Аста (Black Clover)
Аста (яп. アスタ, Asuta) — вигаданий персонаж і головний герой серіалу «Чорна конюшина», створеного Юкі Табата. Селянин-сирота, якого залишили при церкві, він прагне стати наступним королем-чарівником. Однак він не має магічної сили, але подолав це завдяки інтенсивним фізичним тренуванням, які дозволяють йому володіти антимагічними мечами з гримуара з п'ятилистої конюшини, в якому живе диявол. Потім він стає лицарем-чарівником, приєднуючись до загону «Чорні бики» в надії здійснити свою мрію.
В аніме — адаптації «Чорна конюшина» його озвучують Гакуто Кадзівара японською та Даллас Рід англійською. Спочатку Аста викликав неоднозначну реакцію через те, що його характеристика видавалася як архетип і тон, який використовував Каджівара. Однак критики все одно позитивно сприйняли його за рішучість і стосунки з іншими героями серіалу.

## Концепція та створення
Спочатку Аста був створений як Аста Старя в 2014 році в Jump NEXT! Його назва походить від квітки, яка походить від грецького слова, що означає «зірка». Гакуто Кадзівара, японський актор озвучування цього персонажа, описує його як «завжди втягує людей навколо себе в своє життя, але виклучно в позитивному ключі. Його ентузіазм, сильна воля та бажання ніколи не здаватися зворушують серця оточуючих. Навіть якби ніхто ніколи не хотів це визнавати, люди в підсумку захотіли б побачити його і визнали його через його рішучість і сильну волю, а він просто перевертав, що люди відчувають до нього. Я не думаю, що це стосується лише історії. Я думаю, що як читачі манги, він дає нам таку ж силу. Я думаю, що просто побачивши його, ми зможемо знайти надію та енергію у своєму щоденному житті».

## Показ

### Чорна конюшина
Асту вперше бачать у "Чорній конюшині ", як немовля, залишене в церкві Хаге разом з іншим немовлям Юно. Він народився без будь-якої магії в Королівстві Конюшини, де всі громадяни є магами. Незважаючи на цю інвалідність, він прагне стати Королем-чарівником, щоб покласти край дискримінації всередині країни. Врятувавши Юно від злодія в дитинстві, два хлопчики дають обіцянку стати суперниками, щоб стати Королем-чарівником. На щорічній церемонії гримуарів для п'ятнадцятирічних підлітків у королівстві Аста не вибирається гримуаром. Коли на Юно нападає злодій Ревчі за його гримуар із чотирилистої конюшини, Аста намагається зупинити Ревчі, але він зазнає невдачі і дізнаються, що в нього взагалі немає магії. Майже в розпачі, визнання Юно Асти своїм суперником дає йому мотивацію продовжувати боротьбу. Потім його вибирає п'ятилистий гримуар, з якого він може володіти гігантським мечем із силою антимагії. Аста перемагає Ревчі і підтверджує свою обіцянку змагатися з Юно, щоб стати Королем-чарівником. На іспиті з відбору лицарів-чарівників Аста заслужила повагу Ямі Сукехіро і була завербована до «Чорних биків», найгіршого загону лицарів магії, разом із новоприбулою Ноель Сілвою.
Тепер чарівний лицар, Аста виконує призначені йому місії. Йому доручено досліджувати підземелля, де він возз'єднується з Юно та його групою і повинен розправитися з групою сусіднього Алмазного королівства. Там він отримує другий антимагічний меч і врешті-решт перемагає діамантового мага Марса разом з давнім суперником Юно. Згодом, на церемонії підвищення в лицарі, на нього зверхньо дивляться лицарі магії вищого походження. Після того, як Ноель була принижена своїми братами і сестрами, Аста стверджує, що досягне поваги і стане Королем-чарівником, щоб змусити їх усіх шкодувати за ці слова. Пізніше він допомагає боротися проти вторгнення Ока опівнічного сонця в королівську столицю. Під час відпустки від місії в селі він зустрічає членів Ока опівнічного сонця, які викрадають дітей. Там на допомогу приходить його капітан Ямі і навчає Асту відчувати кі. Інші капітани магічних лицарів приходять як підкріплення, а лідер Ока Опівнічного Сонця Ліхт і Третє Око втікають.
Під час місії Чорних Биків витягти чарівний камінь з Підводного Храму Аста зустрічає члена Третього Ока Ветто, який розчавлює й проклинає руки Асти забороненою магією. Після виснажливої битви він та інші Чорні Бики перемагають Ветто. Руки Асти неможливо вилікувати, і, можливо, він знову не зможе орудувати своїми мечами. Ледь не впавши в депресію, він стверджує, що кине виклик долі, якщо доведеться, щоб досягти своєї мрії. Його товариша по команді Ванесса Енотека відправляється в Ліс відьом і благає Королеву відьом зцілити Асту. Після того, як вона це зробить, він продовжує допомагати перемогти члена Третього ока Фану і діамантового солдата Ладроса, використовуючи свою нову чорну форму від Королеви-чаклунки, використовуючи її магію крові, щоб збільшити циркуляцію антимагії в його тілі. Однак Королева-чаклунка використовує свою магію, щоб наказати Асті вбити його друзів, чого зупиняє Ванесса, використовуючи свою Червону нитку долі. Королева визнає поразку, даруючи Асті та іншим чарівний камінь. Пізніше він навчиться краще контролювати свою чорну форму під час тренування на вулкані.
На іспиті на королівських лицарів Аста протистоїть Лангрісу Воде, який ледь не вбив свого зведеного брата і одногрупника Асти Фінрала Рулакаса. У півфінальному поєдинку Аста перемагає Лангріса зі знищеними кристалами одночасно і матч закінчується внічию. Асту набирають до загону королівських лицарів. Коли ельфи перевтілюються, Аста і Юно борються з відродженим Ліхтом. Під час бою Ліхт забирає один зі своїх мечів, а Аста забирає меч у Ліхта, що дозволяє йому видалити душу ельфа з тіла їхнього господаря, перш ніж дует зазнає поразки. Аста допомагає перемогти і розвіяти душі перевтілених ельфів по всьому королівству. У Тіньовому палаці Аста виводить Патрі з відчаю після того, як виявляється, що справжнім організатором різанини ельфів є диявол Загред, переконуючи його спокутувати свої проступки та допомогти перемогти їхнього спільного ворога. За допомогою Юно, Ямі та Секре Аста знищує серце диявола. Після цього Магічний парламент королівства робить Асту і Секре козлами відпущення для реінкарнації ельфа. Згідно з указом, Аста передається під опіку Чорних Биків і доручається розслідувати бісів. Їхні розслідування привели до того, що лицарі-чарівники вступили в союз із Королівством Серця проти Пикового королівства, а Аста навчалася протягом шести місяців.